# Zhyamaytskaya
Zhyamaytskaya är kullar i Litauen. De ligger i den nordvästra delen av landet, 230 km nordväst om huvudstaden Vilnius.
Zhyamaytskaya sträcker sig 212 km i sydostlig-nordvästlig riktning. Den högsta punkten är 226 meter över havet.
Topografiskt ingår följande toppar i Zhyamaytskaya:
- Alkos Kalnelis
- Girgždūtė
- Kalnas Šatrija
- Kietkalnis
- Medvėgalio Kalnas
- Salduvė
- Stromkalnis
- Šutrijos Kalnas